# کالج موریس براون
کالج موریس براون (MBC) یک کالج خصوصی هنرهای لیبرال سیاهپوست متدیست در آتلانتا، جورجیا است. موریس براون در ۵ ژانویه ۱۸۸۱ تأسیس شد و اولین مؤسسه آموزشی در گرجستان است که به‌طور کامل متعلق به آمریکایی‌های آفریقایی‌تبار است.
استادیوم هرندون کالج موریس براون محل مسابقات هاکی روی چمن در طول بازی‌های المپیک تابستانی ۱۹۹۶ بود. این استادیوم برای گنجایش ۱۵۰۰۰ تماشاگر طراحی شده‌است.

## فارغ التحصیلان قابل توجه
- هوزه ویلیامز - فعال حقوق مدنی
- ننه لیکس - شخصیت تلویزیونی و کارآفرین آمریکایی
- ژان کارن - خواننده جاز و پاپ
- کیمبرلی الکساندر - عضو مجلس نمایندگان جورجیا
- کارل وین گیلیارد - عضو مجلس نمایندگان جورجیا[۵]
- کری توماس جردن - مربی
- جیمز آلن مک فرسون - مورخ و نویسنده برنده جایزه پولیتزر
- بیلی نیکس - سرمربی سابق فوتبال موریس براون و دانشگاه پریری ویو A&M
- سامور - کمدین و عضو ملکه‌های کمدی
- چارلز دبلیو. چاپل - در اواخر دهه ۱۸۸۰ شرکت کرد. پیشگام هوانوردی، تاجر بین‌المللی، رئیس اتحادیه آفریقایی-آمریکایی، مهندس برق و معمار/ساخت و ساز
- دونزلا جیمز - عضو سابق مجلس سنای ایالت جورجیا
- بورلی هاروارد - اولین رئیس پلیس زن سیاه‌پوست آتلانتا[۶]
- جورج اتکینسون - مدافع سابق لیگ ملی فوتبال NFL برای اوکلند رایدرز
- سولومون برانان - مدافع سابق AFL برای تیم‌های کانزاس چیفز و نیویورک جت
- ایزل براون - کارآفرین آموزشی، بنیانگذار شرکت خدمات آنلاین آموزش
- دونته کوری - مدافع سابق NFL برای Carolina Panthers و Detroit Lions
- تامی هارت - پایان دفاعی سابق NFL برای سانفرانسیسکو 49ers
- آلفرد جنکینز - گیرنده عریض NFL و WFL سابق Atlanta Falcons 1975-1983 و Birmingham Americans 1974
- ازرا جانسون – پایان دفاعی سابق NFL برای گرین بی پکرز و ایندیاناپولیس کلتس
- گرگ گرانت - بازیکن سابق NBA
- هوارد سایمون مویکوتا - بازیکن سابق تیم دالاس کابوی و اولین بومی آفریقایی که در NFL بازی کرد[۷][۸]
- تیک هولمز - بازیگر و شخصیت تلویزیونی[۹]